# Glinki (Bydgoszcz)

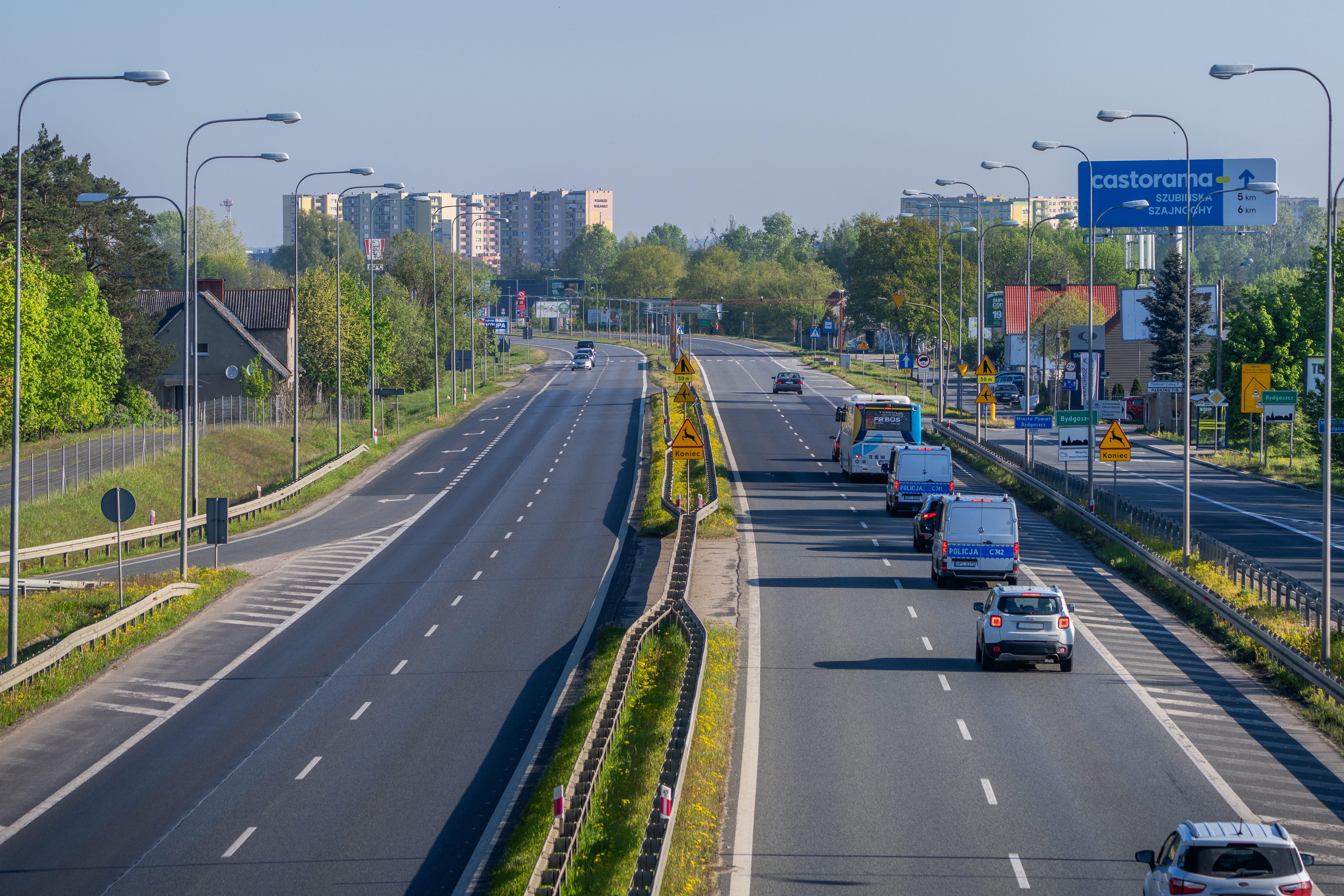
Wjazd do Bydgoszczy od południa aleją Jana Pawła II. Osiedle Glinki znajduje się po prawej

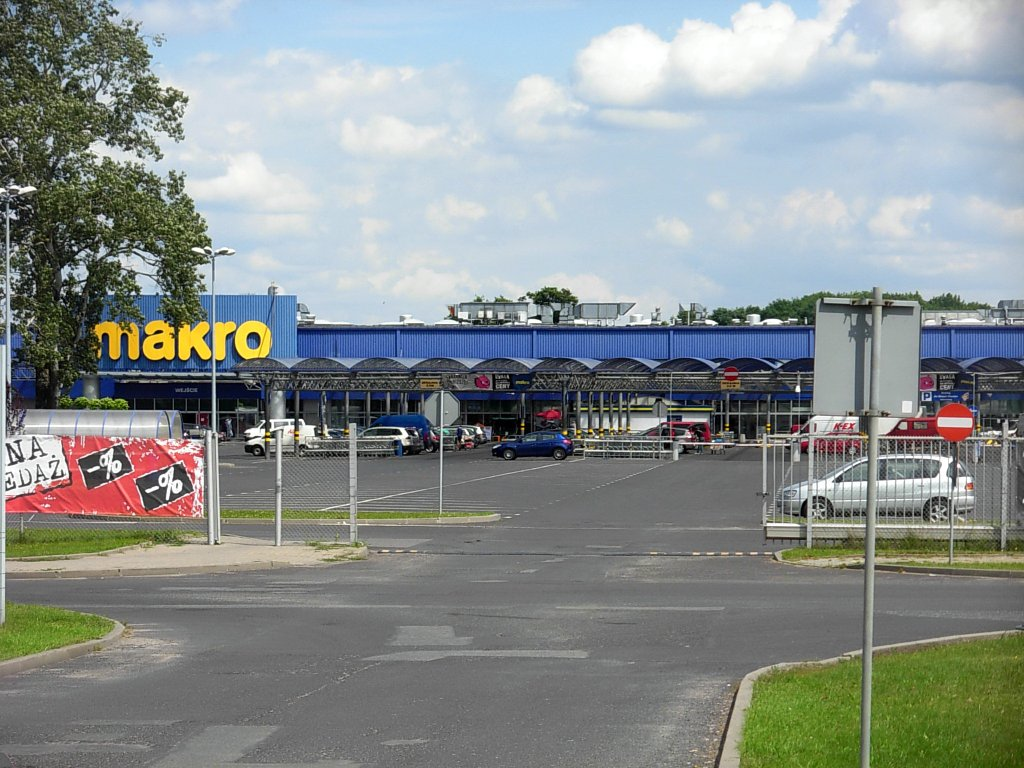
Makro Cash and Carry w położony miejscu dawnej osady (potem cegielni) Glinki

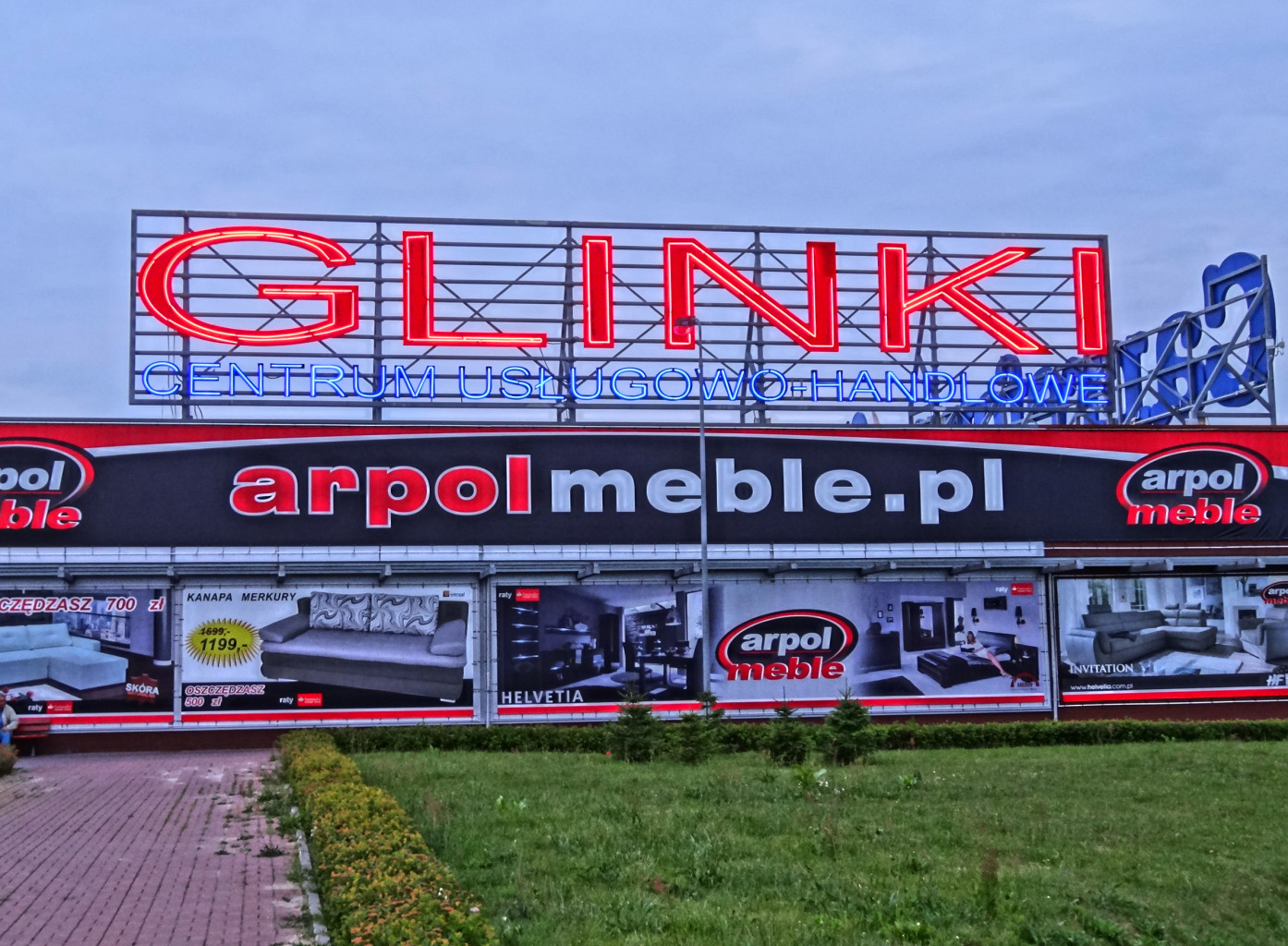
Centrum handlowe „Glinki”

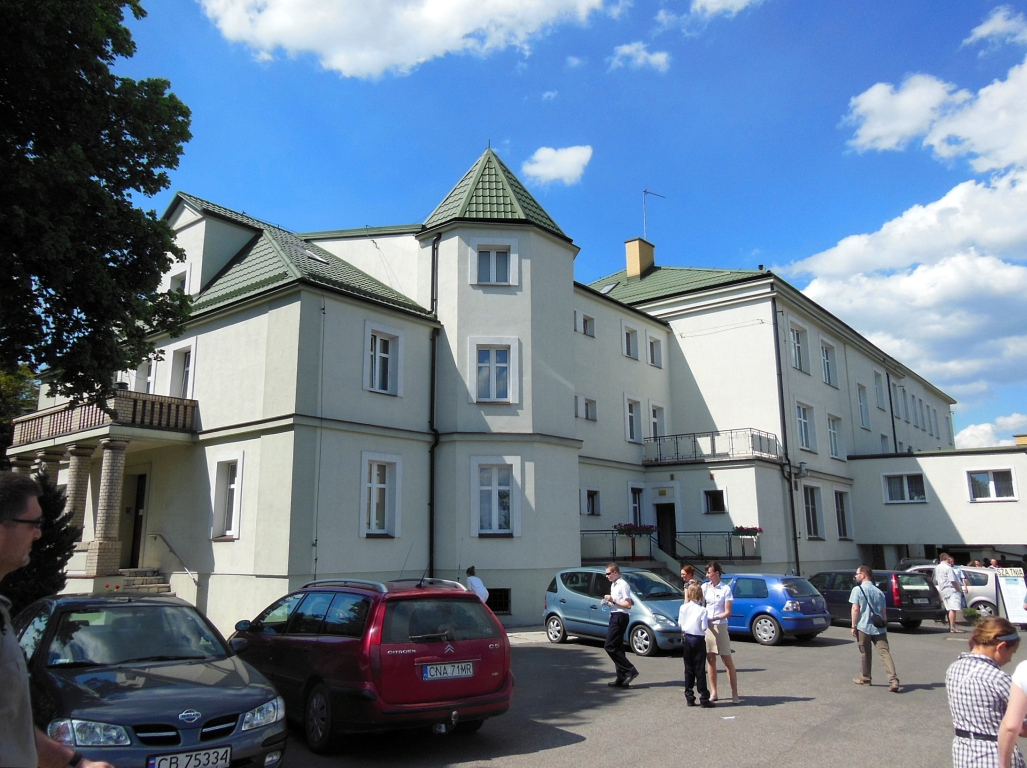
Kompleks Zgromadzenia Ducha Świętego – klasztor, kościół rektorski, wyższe seminarium duchowne, muzeum misyjne

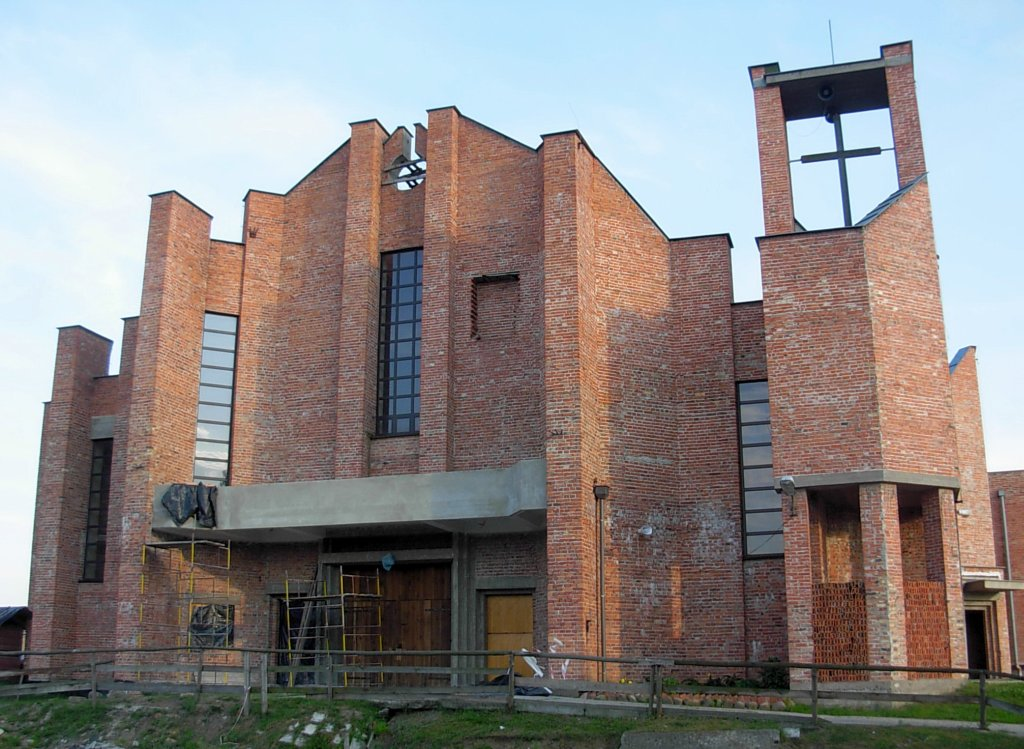
Kościół pw. Ducha Świętego (w budowie)

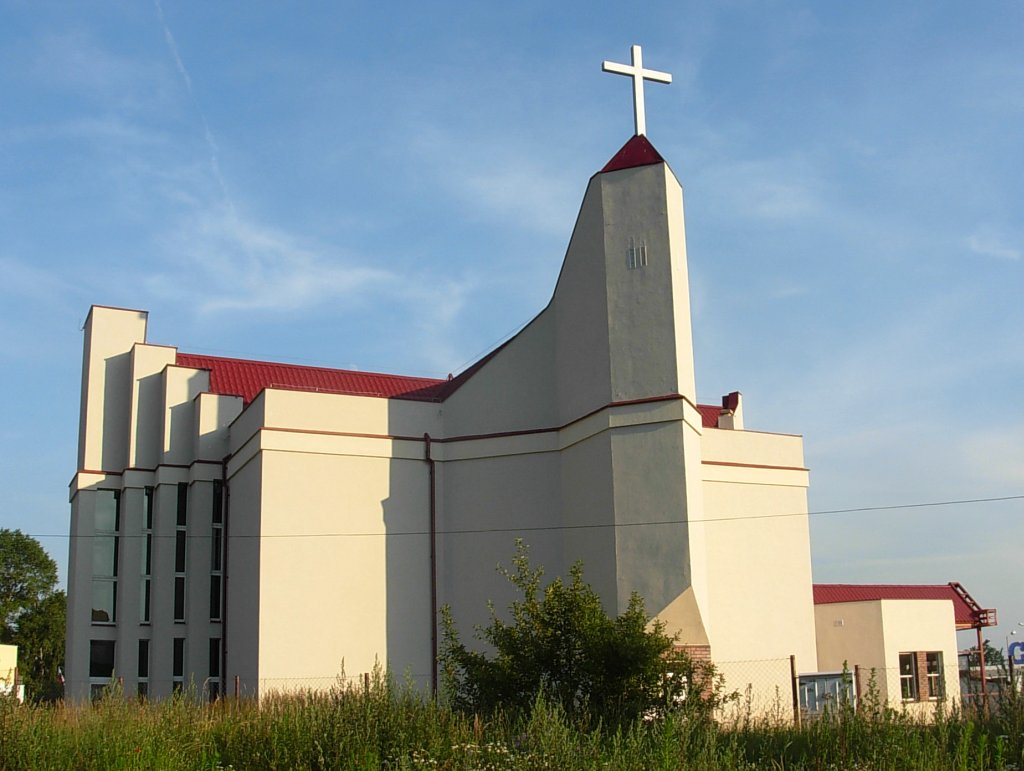
Zbór Kościoła Zielonoświątkowego „Betel” na Glinkach

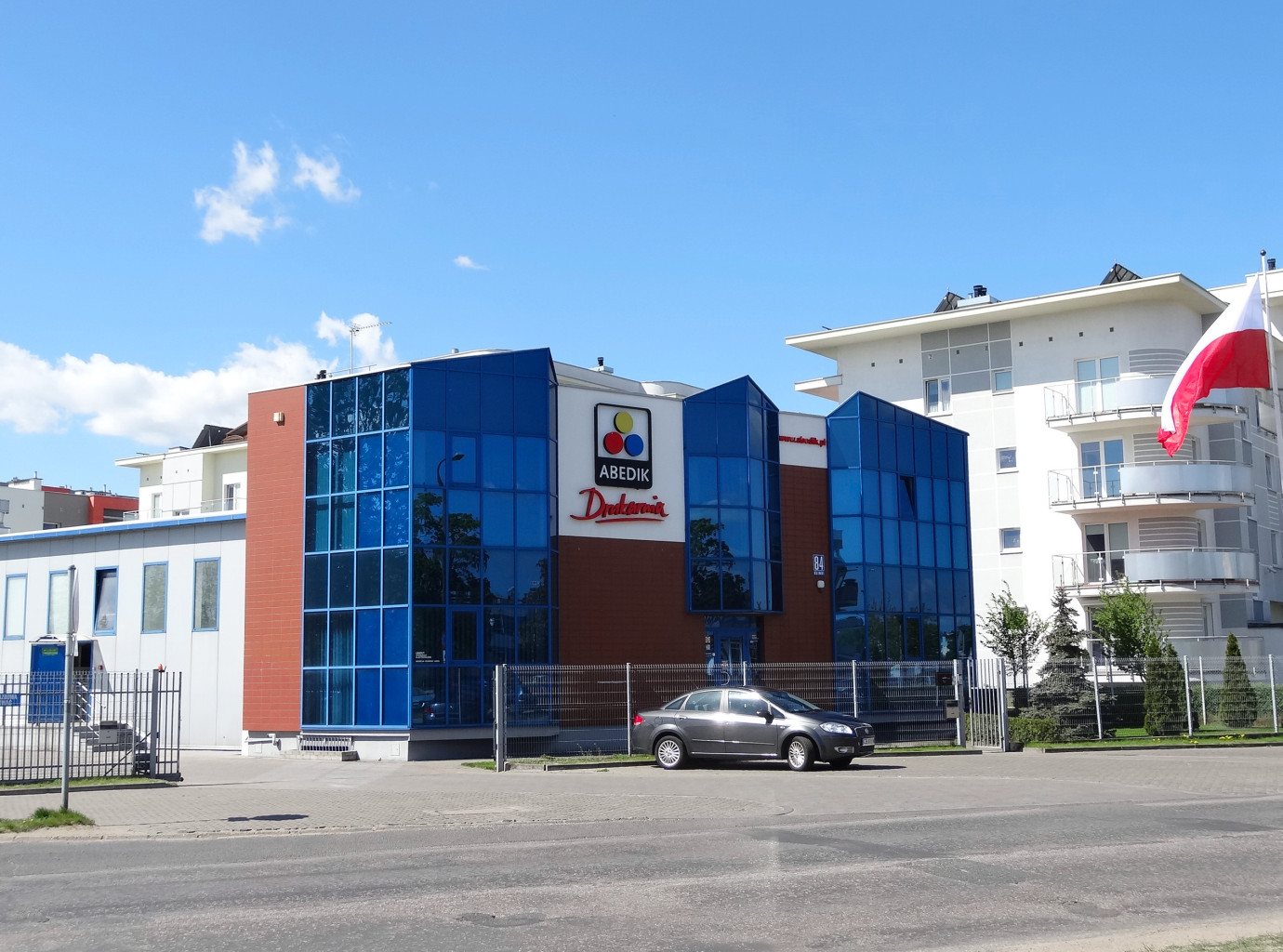
Drukarnia Abedik przy ul. Glinki

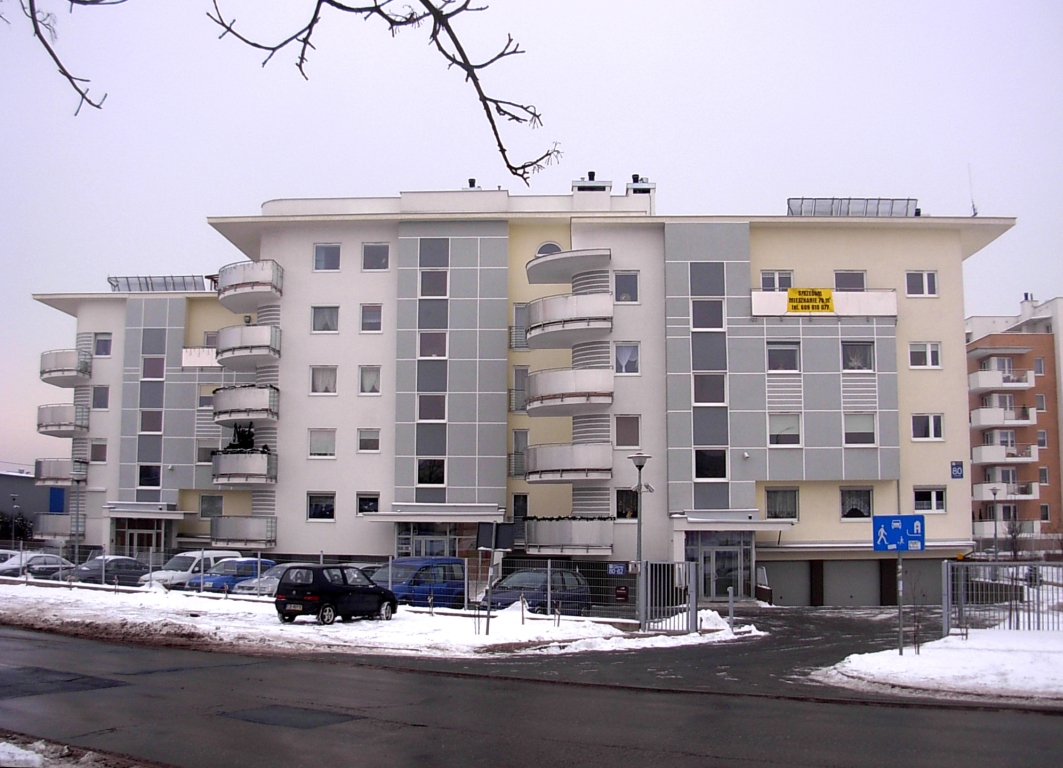
Nowa zabudowa przy ul. Dąbrowa-Glinki

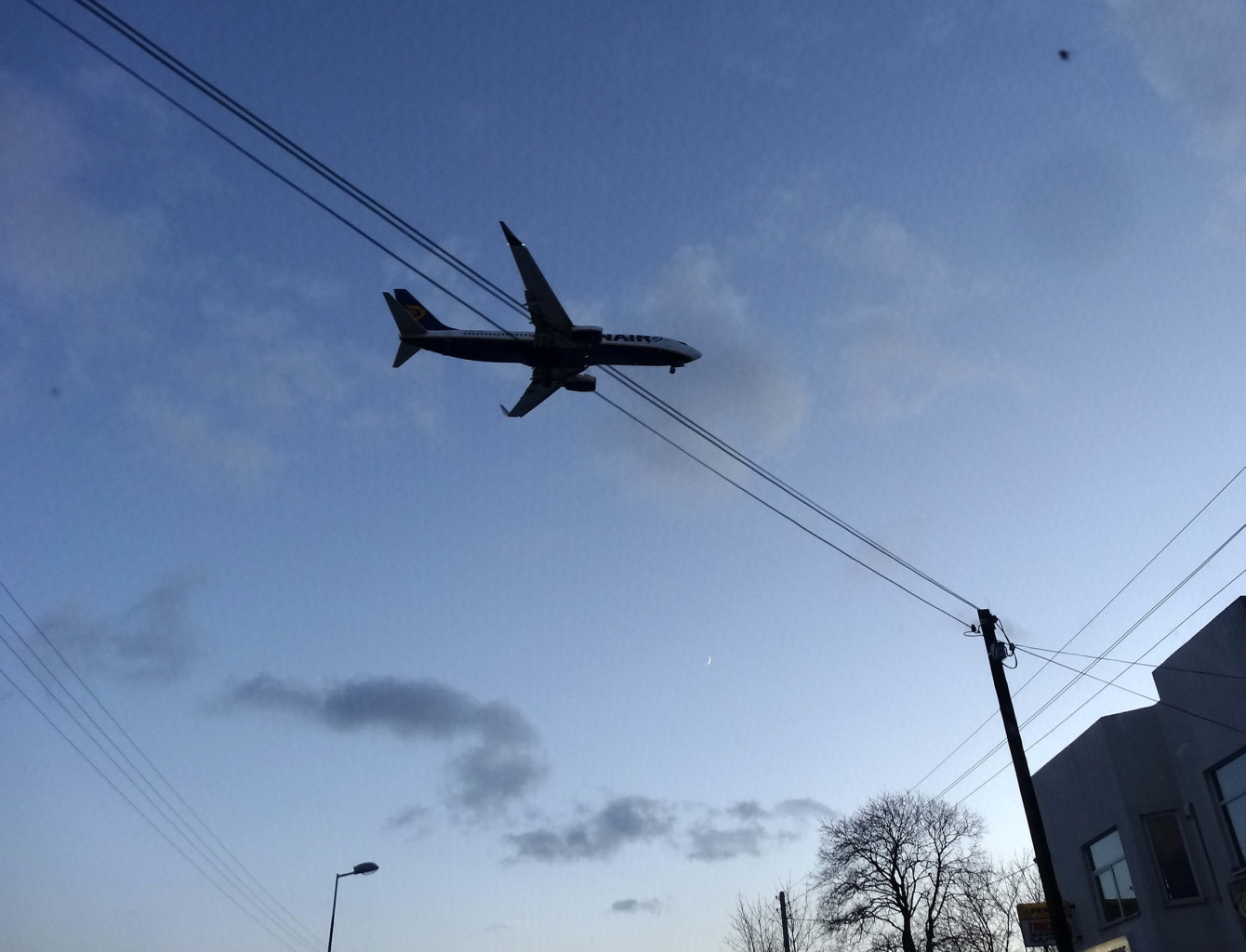
Obraz charakterystyczny dla Glinek – nisko przelatujące samoloty lądujące w porcie lotniczym Bydgoszcz

Glinki (Glinke – 1789, 1885, Neu Glinke – 1910) – jednostka urbanistyczna (osiedle) miasta Bydgoszczy, położona w jego południowej części, przylegająca do Puszczy Bydgoskiej. Na terenie Glinek znajduje się jednostka pomocnicza samorządu Miasta Bydgoszczy – osiedle Glinki-Rupienica.

## Położenie
Jednostka urbanistyczna Glinki usytuowana jest w południowej części miasta i zaliczana do osiedli tzw. Górnego Tarasu Bydgoszczy. Sąsiaduje od północy z osiedlem Wzgórze Wolności, od wschodu z Bielicami i Lotniskiem, zaś od północy i wschodu z Wyżynami. Południowa granica Glinek pokrywa się w części z granicą administracyjną Bydgoszczy.
Pod względem fizycznogeograficznym osiedle leży w obrębie makroregionu Pradolina Toruńsko-Eberswaldzka, w mezoregionie Kotlina Toruńska i mikroregionie Miasto Bydgoszcz Południowe (terasa górna ok. 67–69 m n.p.m.).
Historycznie w skład obecnej jednostki urbanistycznej wchodzi południowy fragment wcielonej w 1920 r. gminy Rupienica, południowy skraj gminy Bartodzieje Małe, wcielonej również w 1920 r. oraz mały skrawek obszaru Łęgnowo I wcielonego w 1954 r.

## Charakterystyka
Zachodnią granicą osiedla jest aleja Jana Pawła II, północną i wschodnią – ulica Glinki aż do ul. Szpitalnej. Od południa osiedle styka się z Puszczą Bydgoską.
Glinki mają charakter dzielnicy mieszkaniowej o charakterze willowym, położonej stosunkowo blisko centrum miasta, a zarazem na zapleczu Puszczy Bydgoskiej. W zabudowie przeważa zabudowa jednorodzinna, lecz na wschodzie osiedla znajduje się kilkanaście 5-kondygnacyjnych bloków, należących do sektora Wyżyny IVb. Przy ul. Dąbrowa rozwija się nowa zabudowa wielorodzinna. Przy alei Jana Pawła II rozlokowały się placówki handlowo-usługowe, m.in. Makro Cash and Carry, Centrum Handlowe Glinki z hipermarketem Carrefour, Urząd Celny. Od lat międzywojennych przy al. Jana Pawła II 117 istnieje klasztor i kościół duchaczy wraz z seminarium duchownym i muzeum misyjnym. Na przyległym terenie corocznie w maju odbywa się festyn misyjny z udziałem mieszkańców Bydgoszczy i regionu. Wśród infrastruktury osiedla znajdują się m.in.: rzymskokatolicki kościół parafialny Ducha Świętego, zbór Kościoła Zielonoświątkowego „Betel”, Szkoła Podoficerska Straży Pożarnej oraz przedsiębiorstwa przemysłowe (m.in. Fabryka Form Metalowych „Formet”). W głębi osiedla znajdują się wolne obszary przeznaczone pod budownictwo mieszkaniowe.
Obrzeżami osiedla przebiegają drogi: wojewódzka nr 239 – al. Jana Pawła II oraz powiatowa – ul. Glinki.
W planach zagospodarowania przestrzennego miasta zachodnie rejony osiedla przeznaczone są na zabudowę mieszkaniową z obiektami usług, natomiast strefa centralna pod budownictwo mieszkaniowe jednorodzinne. W rejonie ul. Dąbrowa przewiduje się realizację nowej zabudowy wielorodzinnej o średniej intensywności.

### Nazwa
Nazwa osiedla pochodzi od gliny, glinu – składników mineralnych tworzących ziemie gliniaste, które występują na części jego obszaru. Nazwę tę nosiła najstarsza osada na terenie osiedla, w XIX w. przekształcona w cegielnię. Z osiedlem związana jest również nazwa Rupienica (pierwotna gmina obejmująca Glinki) – od folwarku zlokalizowanego niegdyś przy obecnym skrzyżowaniu ul. Kujawskiej i al. Jana Pawła II. Nazwa ta pochodzi prawdopodobnie od rupi, czyli zmartwień. Określenie to oznaczało także gąsienice gzów, a słowo rupi – oznaczało dawniej gryzie, rupi mnie – gryzie mnie.

### Ludność
W 1970 roku Glinki zamieszkiwało 2,2 tys. osób, 20 lat później – 4,9 tys. W kolejnych latach liczba mieszkańców rosła: w 1998 roku wynosiła 5,5 tys. osób, w 2007 roku – 5,6 tys., a w 2010 roku – 6,0 tys.

### Rekreacja
Na terenie Glinek znajduje się ok. 17 ha terenów zieleni nieurządzonej, natomiast brak terenów zieleni urządzonej. Brak ten kompensowany jest przez bliskość rozległych terenów leśnych Puszczy Bydgoskiej, z którymi Glinki stykają się na południu. Osiedle pozbawione jest obiektów sportowych. W pobliżu, na osiedlu Wyżyny zlokalizowany jest kompleks BKS „Chemik”. Rozwój terenów zieleni zawarty w planach urbanistycznych Bydgoszczy zmierza do powołania parku dzielnicowego o powierzchni ok. 9 ha w rejonie ulic: Gniewkowskiej i Cmentarnej.
Osiedle posiada ścieżkę rowerową biegnącą wzdłuż ul. Dobrzyńskiej. Studium transportowe Bydgoszczy przewiduje realizację m.in. dróg rowerowych wzdłuż ulicy Kujawskiej, Glinki, Dąbrowa i Cmentarnej.
Przez osiedle przebiegają piesze szlaki turystyczne łączące centrum miasta z Puszczą Bydgoską. Od placu Kościeleckich przez park na Wzgórzu Wolności, a następnie ul. Cmentarną i Dobrzyńską prowadzi  szlak turystyczny „Wolnościowy” do Nowej Wsi Wielkiej. Skrajem osiedla wzdłuż ul. Kujawskiej prowadzi  szlak turystyczny „Relaks” do jeziora Jezuickiego w Chmielnikach. Z kolei przy pętli tramwajowej w rejonie ul. Glinki i Szpitalnej zaczyna się  szlak turystyczny „Komputerków” poprzez Puszczę Bydgoską, jezioro Jezuickie do Solca Kujawskiego.
W latach 2019–2021 w ramach budżetu obywatelskiej na terenie między ul. Cmentarną, Gniewkowską i Płowiecką powstał betonowy tor do jazdy na rolkach i rowerach o długości 670 m.

## Historia

### Okres staropolski
Pierwsza wzmianka o osadzie Glinki pochodzi z 1551 roku. Wieś należała do starostwa bydgoskiego. Około 1680 roku na Glinkach mieszkał olęder, który płacił czynsz na rzecz wójta bydgoskiego. Przed wojną północną mieszkały tu dwie rodziny, lecz w 1712 roku wieś była całkowicie opuszczona.
W 1741 roku wójt bydgoski Stanisław Poniatowski (ojciec późniejszego króla Stanisława Augusta Poniatowskiego) osadził we wsi dwóch gospodarzy (Marcin Czuc, Michał Pruchnau) na podstawie kontraktu czynszowego typu olęderskiego. Mieli oni obowiązek płacić rocznie na rzecz wójta ponad 80 złotych podatków (czynsz, pogłówne, hiberna), a ponadto odprawiać rocznie 6 dni pańszczyzny, w razie potrzeby pomagać przy zwozie siana z łąk nadnoteckich oraz naprawie grobli przy młynach bydgoskich. We wsi hodowano owce oraz uprawiano ziemię na obszarze dwóch włók. W 1744 i 1756 roku ponowiono kontrakt na lat 50. W 1766 roku we wsi mieszkało trzech gospodarzy na 3 włókach, którzy opłacali rocznie ponad 180 złotych podatków.
Wieś usytuowana była w rejonie obecnego kompleksu Makro Cash and Carry, na urodzajnej, gliniastej ziemi nadającej się pod uprawy rolne.

### Okres zaboru
Spis miejscowości rejencji bydgoskiej z 1833 roku podaje, że we wsi Glinki mieszkało 148 osób (136 ewangelików, 12 katolików) w 27 domach. Według opisu Jana Nepomucena Bobrowicza z 1846 roku wieś należała do rządowej domeny bydgoskiej. Kolejny spis z 1860 roku podaje, że we wsi mieszkało 307 osób (259 ewangelików, 37 katolików, 11 Żydów) w 31 domach. Dodatkowo w Glinki – nadleśnictwie mieszkało 35 ewangelików w 3 domach. Najbliższa szkoła ewangelicka znajdowała się w Rupienicy, a szkoła katolicka w Bartodziejach. Miejscowość należała do parafii katolickiej i ewangelickiej w Bydgoszczy.
W XIX wieku obszar ten wchodził w skład gminy Rupienica, której nazwa pochodziła od folwarku usytuowanego przy cieku Niziny, w rejonie dzisiejszego skrzyżowania al. Jana Pawła II z ul. Kujawską. Od 1888 roku na terenie dawnego folwarku Glinki nastąpił rozwój cegielni bazującej na miejscowych zasobach iłów oraz gliny. Pozostałością po eksploatacji jest staw istniejący do dziś. W 1909 roku przy ul. Glinki i Rupienica powstało osiedle domów kolonistów niemieckich Schöndorf. Spis z 1910 roku wykazał, że na terenie Glinek było 33 budynków i 265 mieszkańców, z których 212 posługiwało się językiem polskim, a 53 – niemieckim.
Gminę z folwarkiem Rupienica włączono do Bydgoszczy 1 kwietnia 1920 roku i nazwa ta występowała na planach miejskich do 1973 roku. W 1921 roku poza miastem znajdowały się jedynie Glinki leśnictwo.

### Okres międzywojenny
W okresie międzywojennym osiedle stanowiło część gminy miejskiej Rupienica. Zachodnią jego granicą była ulica Kujawska, ciągnąca się od Zbożowego Rynku do Puszczy Bydgoskiej (zwanego przez mieszkańców dzielnicy Lasem Kujawskim), zaś wschodnią – ul. Dąbrowa. Jezdnia w ciągu ulicy Kujawskiej była brukowana kamieniem polnym i nie posiadała chodników dla pieszych, zaś za posesją nr 117 należącą do Zgromadzenia Ducha Świętego, była wysypana tłuczniem kamiennym. Szkoła i przedszkole dla gminy Rupienica mieściły się przy ul. Karpackiej, obecnie na terenie osiedla Wzgórze Wolności. W 1926 r. z inicjatywy kierownika szkoły Antoniego Zawadzkiego, radnego miasta Bydgoszczy, zorganizowano Towarzystwo Obywateli Rupienicy. Rok później dla potrzeb gospodarzy małorolnych na terenie gminy założono Kasę Stefczyka (dr Franciszek Stefczyk, twórca chłopskiej spółdzielczości rolniczej w Polsce). Na terenie gminy istniało Kółko Rolnicze, które organizowało m.in. coroczne dożynki na boisku „Sokoła” VIII przy ul. Glinki 22.
W 1925 roku przy ul. Kujawskiej 117 wzniesiono dom prowincjalny Zgromadzenia Misjonarzy Ducha Świętego. Przełożonym zakonu został ojciec ppłk Zygmunt Rydlewski CSSp. – kapelan i dziekan w Błękitnej Armii, który w 1921 roku pozostał w Polsce (Bydgoszczy) na polecenie Przełożonego Generalnego. Dom powstał ze składek Polonii amerykańskiej. W jednej z sal urządzono kaplicę zakonną, poświęconą w 1932 roku. W tym samym budynku znajdowało się Niższe Seminarium Duchowne, w którym uczyło się około 70 młodych adeptów. W latach 1928–1932 znajdował się tu ponadto nowicjat dla braci, przeniesiony później do Puszczykowa. W latach 1930–1939 Zgromadzenie wydawało kwartalnik „Posłaniec Ducha Świętego”, poświęcony Duchowi Świętemu i misjom afrykańskim. Mimo że kościołem parafialnym dla Glinek i Rupienicy był bydgoski kościół farny, wielu mieszkańców uczęszczało na nabożeństwa do kościoła duchaczy.
Z lat 30. przetrwały do dzisiaj budynki murowane aktualnie użytkowane: m.in. przy ul. Kujawskiej 129 (dawna rakarnia) oraz ul. Glinki: 14-28, pobudowane w 1909 roku dla kolonistów niemieckich.

### Okres powojenny
Po II wojnie światowej, w 1946 roku ks. kard. August Hlond, prymas Polski erygował parafię pw. Ducha Świętego przy ul. Kujawskiej w Bydgoszczy. Mieli ją prowadzić misjonarze ze Zgromadzenia Ducha Świętego, wykorzystując do tego celu kaplicę zakonną. W 1976 roku w siedzibie duchaczy powstało Wyższe Misyjne Seminarium Duchowne Zgromadzenia Ducha Świętego w Bydgoszczy.
Na terenie osiedla począwszy od lat 50. XX w. nastąpił rozwój budownictwa mieszkaniowego. Nowy podział urbanistyczny dokonany w planie ogólnym zagospodarowania przestrzennego Bydgoszczy z 1964 roku wyodrębnił jednostkę urbanistyczną Glinki, złożoną w zachodniej i centralnej części z fragmentu dawnej gminy Rupienica, zaś w części wschodniej ze skrawka gminy Bartodzieje Małe. Od 1970 roku na wydzielonych przez miasto działkach rozpoczęła się ekspansja jednorodzinnego i szeregowego budownictwa mieszkaniowego, realizowanego ze środków własnych ludności. Zwarte kompleksy zabudowy powstały w części północnej (między ul. Cmentarną, a Zelwerowicza), centralnej (ul. Rozłogi, Dąbrowa) i wschodniej (osiedle Wyżyny IVb – ul. Zajęcza, Lisia, Jelenia). W latach 70. zbudowano od podstaw przy ul. Dąbrowa Zakłady Form Metalowych „Formet”, a później Szkołę Podoficerską Państwowej Straży Pożarnej. W 1996 roku w miejscu dawnego folwarku Glinki powstał pierwszy w Bydgoszczy hipermarket – Makro Cash and Carry, zaś osiem lat później – centrum handlowe Glinki z galerią handlową.
Od 1989 roku dotychczasowy kościół Ducha Świętego w kompleksie zabudowań duchaczy w Bydgoszczy przestał pełnić funkcje parafialne. Odbyło się to w kontekście budowy kaplicy (1989 r.) i kościoła (od 1992 r.) W 1998 roku zgodnie z decyzją ks. abpa Henryka Muszyńskiego oficjalnie przeniesiono siedzibę parafii na ul. Glinki i zmieniono jej granice. Jednocześnie przy parafii powstał nowy dom zakonny duchaczy przy ul. Glinki 40.
W latach 2004–2010 na osiedlu utwardzono główne ulice, m.in. ul. Rozłogi, Cmentarną i Dobrzyńską. W 2017 dzięki deklaracji współfinansowania inwestycji przez mieszkańców podjęto decyzję o utwardzeniu ulicy Ruczaj (koszt: 312 tys. zł), 2 października 2019 ogłoszono przetarg na budowę ul. Podleśnej o długości 765 m, a w 2020 ażurowymi płytami betonowymi utwardzono ostatni odcinek ul. Rozłogi między ul. Cmentarną a Emilianowską.
W 2021 na budynku przy ul. Cmentarnej powstał mural przedstawiający zespół Pink Floyd.

## Rada Osiedla
Pod względem administracyjnym osiedle tworzy jednostkę pomocniczą samorządu Miasta Bydgoszczy. Rada Osiedla Glinki-Rupienica mieści się w kompleksie BKS „Chemik” przy ul. Glinki 79.

## Infrastruktura

### Obiekty sakralne
- Siedziba Zgromadzenia Misjonarzy Ducha Świętego (ul. Kujawska 117) – mieści się tu polska prowincja zakonu
- Kościół rektorski Ducha Świętego w Bydgoszczy
- Wyższe Misyjne Seminarium Duchowne Zgromadzenia Ducha Świętego w Bydgoszczy
- kościół parafialny pw. Ducha Świętego
- Zbór Kościoła Zielonoświątkowego „Betel” w Bydgoszczy

### Obiekty przemysłowe i handlowe
- Makro Cash and Carry
- Centrum Handlowe Galeria Glinki z hipermarketem Carrefour (Metropolitan Outlet otwarcie 2018r)
- Kentucky Fried Chicken
- Oponeo pl. S.A.
- Dadelo
- Fabryka Form Metalowych „Formet”
- MPC-MCO Plastics
- Drukarnia Abedik
- Salon Skoda – Bieranowski
- Skład Matbud
- Skład Drewna PHP Limba
- Eltra Audiox – w sąsiedztwie
- Zakład Urządzeń Dozymetrycznych POLON-ALFA – w sąsiedztwie

Tuż za wschodnią granicą osiedla znajduje się wjazd do Bydgoskiego Parku Przemysłowo-Technologicznego.

### Szkoły
- Szkoła Podoficerska Państwowej Straży Pożarnej

Placówki rejonowe, do których uczęszczają uczniowie to:
- Szkoła Podstawowa nr 38 (Wyżyny)
- Szkoła Podstawowa nr 56 (Wzgórze Wolności)
- Szkoła Podstawowa nr 60 (Wyżyny)

### Inne obiekty
- Oddział Celny II w Bydgoszczy;
- Centrum Edukacji i Pracy Młodzieży OHP
- Mobilne Centrum Informacji Zawodowej OHP

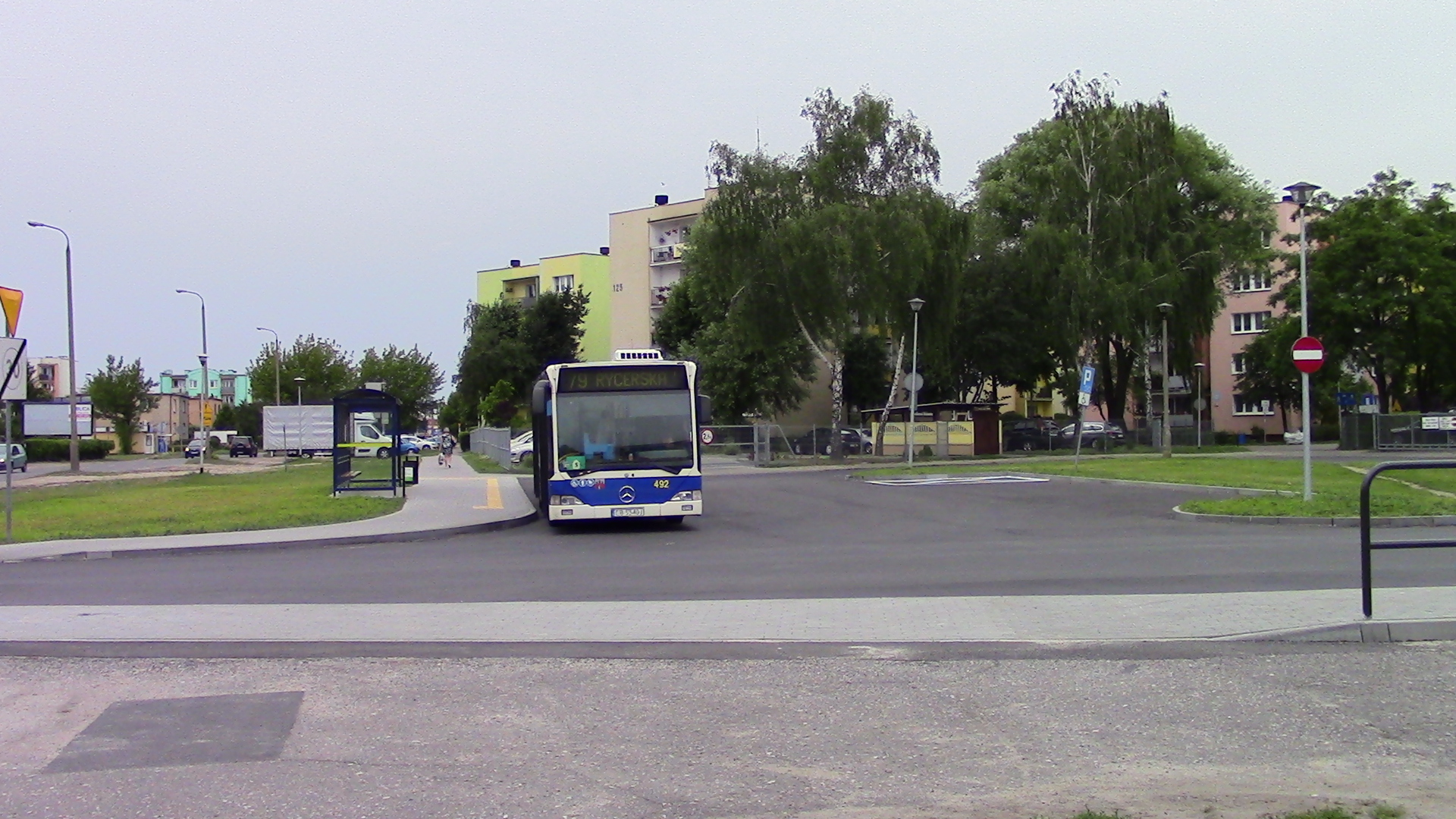
Pętla autobusowa

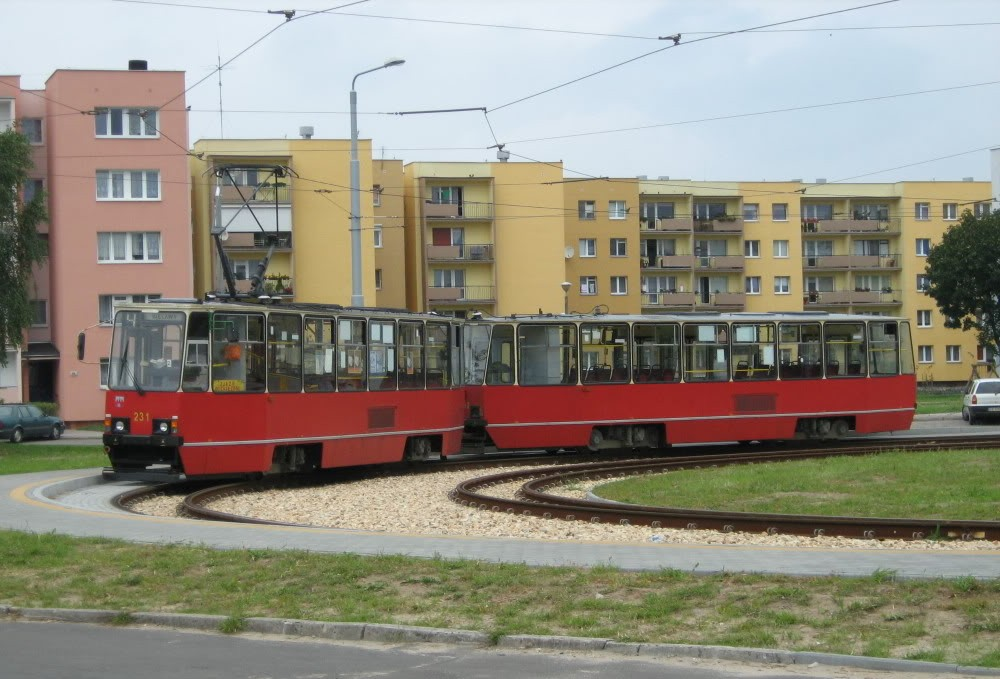
Pętla tramwajowa

- Klub Pracy OHP
- Środowiskowy Hufiec Pracy

## Komunikacja miejska
Linie autobusowe:
- 56: Belma – Glinki BFM – (Warianty Skrócone 56b i 56z – Glinki)
- 68: Dworzec Leśne – Glinki (Warianty Wydłużone 68E – Exploseum i 68P – Prądocińska)
- 79: Glinki – Rycerska
- 80: Port Lotniczy – Dworzec Główny
- 84: Glinki – Kapuściska przez park przemysłowy
- 31N: Łoskoń/Zajezdnia – Dworzec Leśne – (wybrane kursy do Podkowy)

Tramwaje:
- 4: Glinki – Bielawy
- 9: Glinki – Rycerska

## Ulice Glinek
Pochodzące od osób:
- Aleje Jana Pawła II
- biskupa Michała Kozala
- Wojciecha Bogusławskiego
- Stefana Jaracza
- Stanisława Lentza
- Józefa Milcherta
- Natalii Morozowiczowej
- Cypriana Norwida
- Piotra Trieblera
- Henryka Wieniawskiego
- Aleksandra Zelwerowicza

Pochodzące od miejscowości:
- Aleksandrowska
- Barcińska
- Brzeska
- Dobrzyńska
- Emilianowska
- Gąsawska
- Gniewkowska
- Golubska
- Janikowska
- Jaśminowa
- Kętrzyńska
- Lidzbarska
- Lipnowska
- Lubraniecka

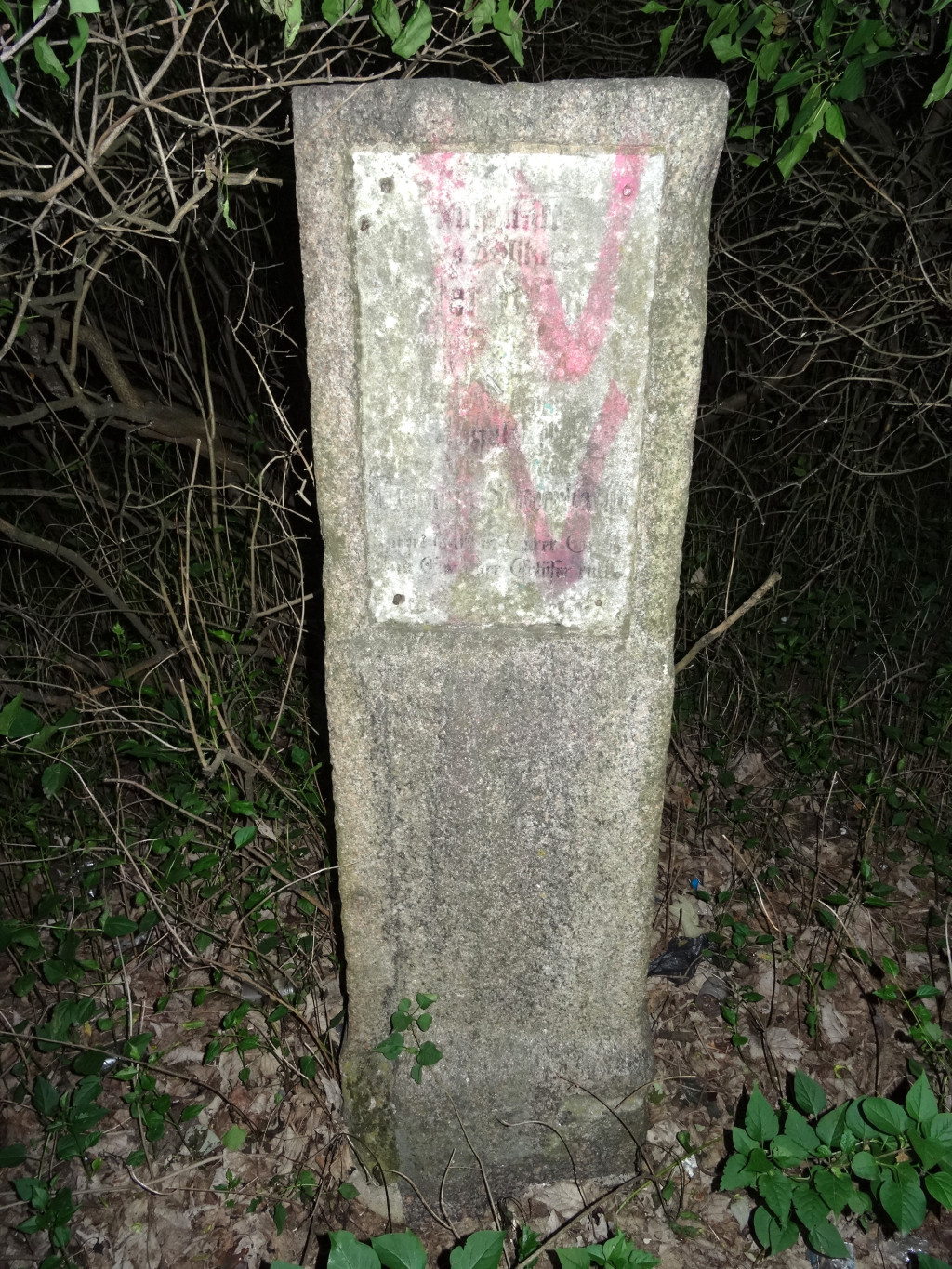
Opuszczony cmentarz poewangelicki przy ul. Cmentarnej – obelisk z niemieckimi napisami

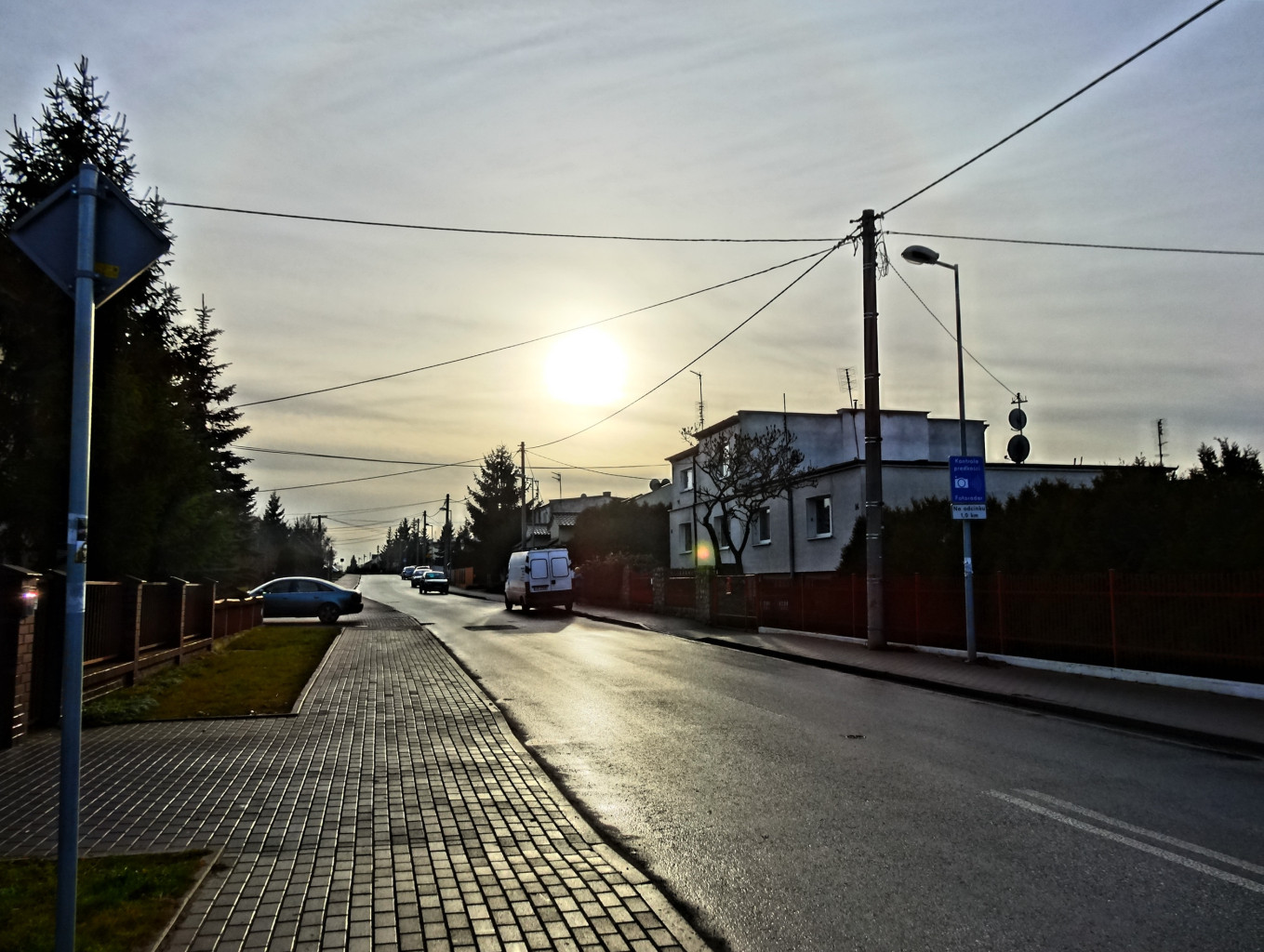
Ulica Cmentarna

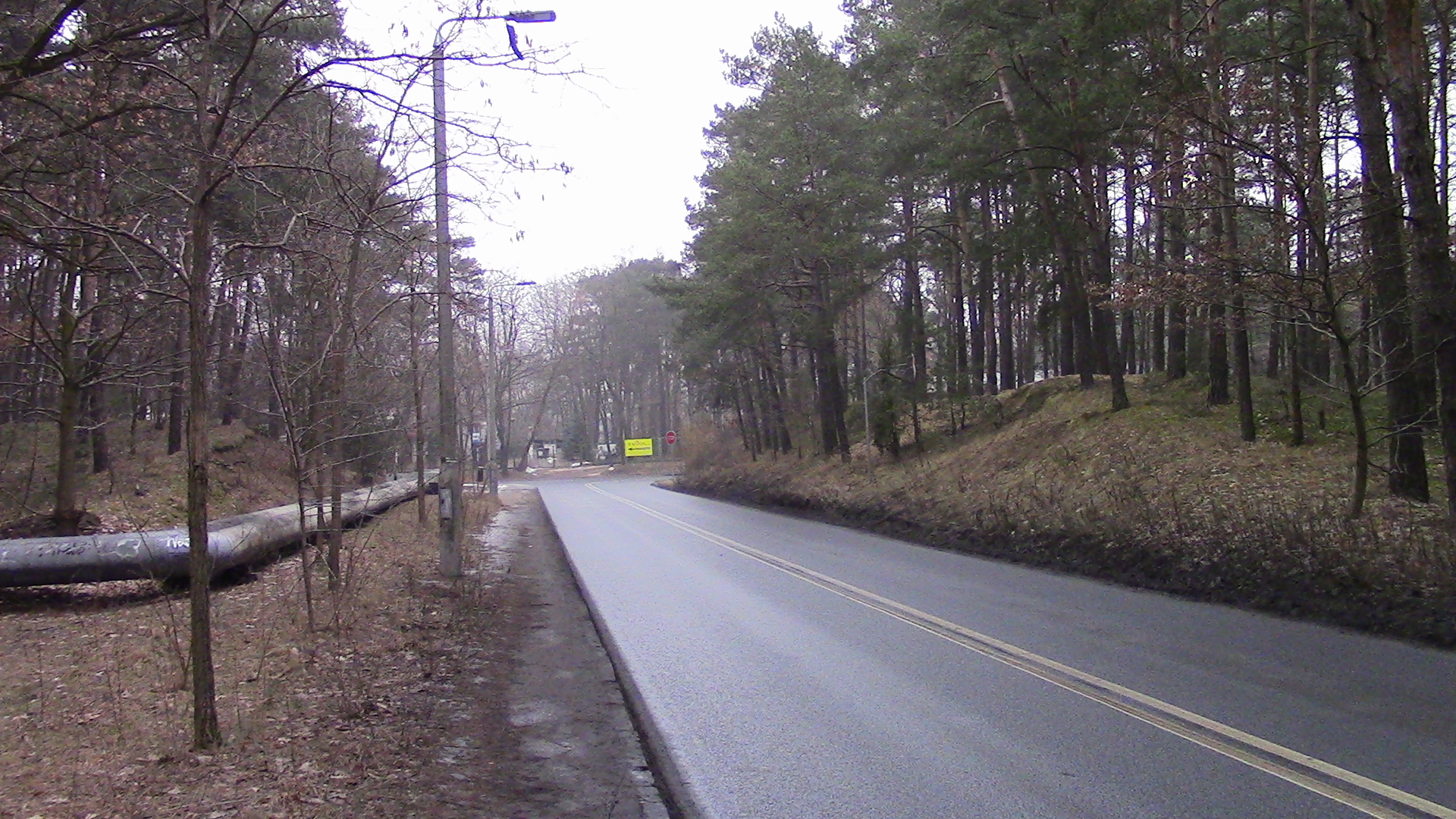
ul.Glinki kierunek Centrum

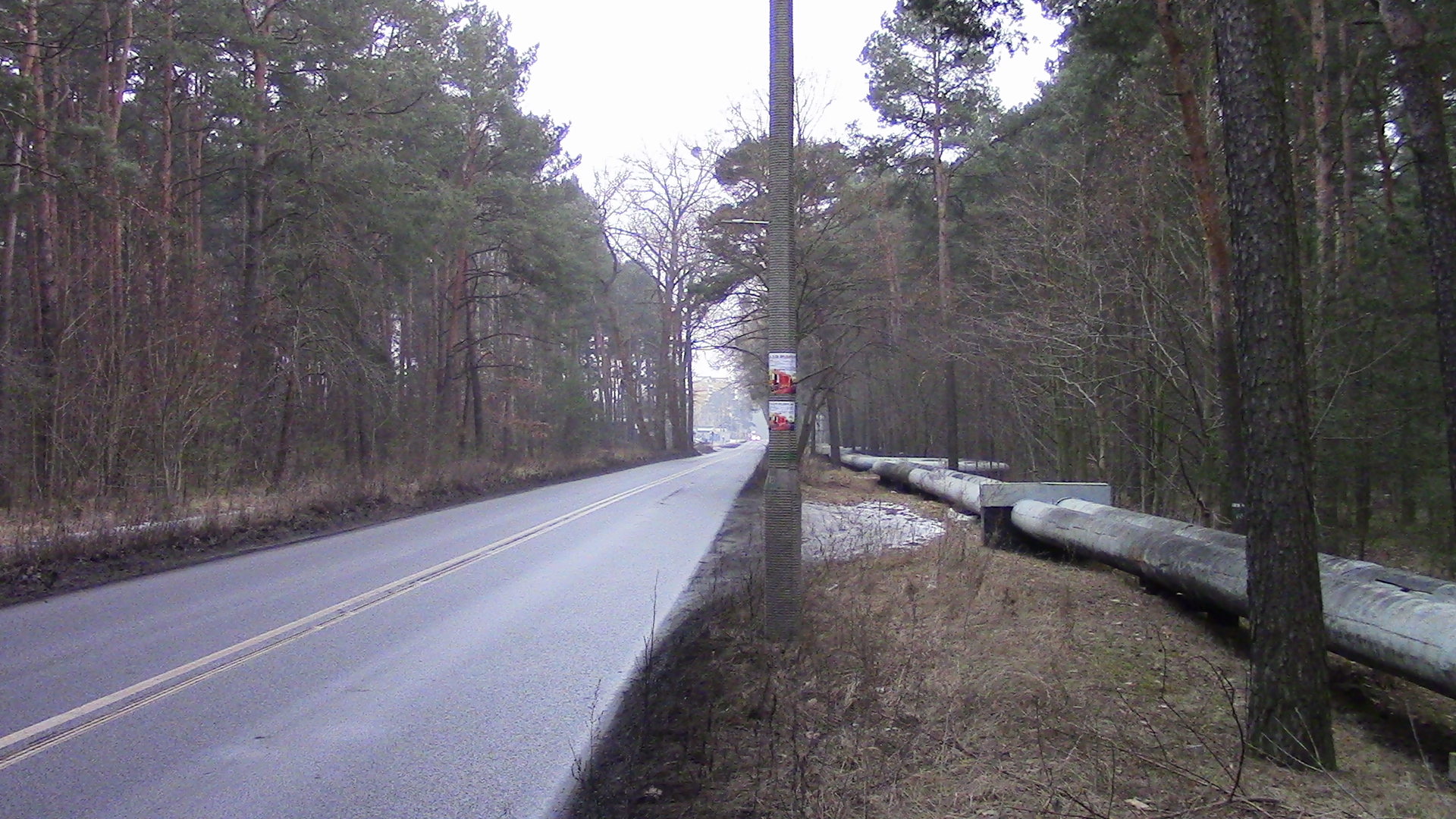
ul.Glinki kierunek pętli Glinki

- Łucka (w 2018 utwardzona ażurowymi płytami betonowymi)[28].
- Malborska
- Mogileńska
- Szymborska
- Radziejowska
- Nieszawska
- Ostródzka
- Pakoska
- Płowiecka
- Rypińska
- Wąbrzeska (utwardzona 2016–2017)
- Zielonogórska
- Żuromińska

Pochodzące od zwierząt:
- Jelenia
- Krecia
- Rysia
- Zajęcza

Inne:
- Bagienna
- Cmentarna
- Daleka
- Ducha Świętego
- Dąbrowa
- Glinki
- Goplańska (istnieje tylko na mapach)
- Podleśna (w 2018 wytypowana do utwardzenia)[29]
- Podmokła
- Rozłogi (utwardzanie ukończono w 2020)[30].
- Ruczaj (utwardzona w 2019)
- Rupienica
- Torfowa
- Wydmy